# Мон Трамблан (Квебек)
Мон Трамблан (фр. Mont-Tremblant) је град у Канади у покрајини Квебек. Према резултатима пописа 2011. у граду је живело 9.494 становника.

## Становништво
Према резултатима пописа становништва из 2011. у граду је живело 9.494 становника, што је за 6,8% више у односу на попис из 2006. када је регистровано 8.892 житеља.
| 2006. | 2011. |
| ----- | ----- |
| 8.892 | 9.494 |